# 史蒂芬·克拉布
史蒂芬·克拉布（英語：Stephen Crabb；1973年1月20日—），是威爾斯保守黨黨員與自2005年起的英國國會普里塞里-彭布羅克郡選區下議院議員，在2014年7月15日，他獲委任為威爾斯事務大臣。他曾是一位黨鞭和威爾士大臣；BBC描述他曾擁有同時作為黨鞭及大臣的不尋常雙重角色。
2016年，戴维·卡梅伦辭任首相和保守黨黨魁職位，觸發保守黨黨魁選舉。史蒂芬·克拉布宣布競逐，在第一輪投票中排名尾二，決定退選並在決勝局中支持文翠珊。

## 谴责中国政府
2020年9月8日在工党希柏恩·麦克唐纳的协调下，与包括英国保守党外交事务委员会主席托马斯·图根达特、自由民主党领袖爱德·戴维，以及英国绿党、苏格兰民族党和威尔士党在内的130多名议员给中国驻英大使刘晓明写信，联名谴责中国政府针对新疆维吾尔穆斯林的行为。

## 外部連結
- 郝智恒議員官方網站（页面存档备份，存于）
- 保守黨檔案
- 威爾斯保守黨檔案[永久]
- 普雷塞利-彭布羅克郡保守黨（页面存档备份，存于）

| 大不列颠及北爱尔兰联合王国国会 | 大不列颠及北爱尔兰联合王国国会             | 大不列颠及北爱尔兰联合王国国会 |
| ------------------------------ | ------------------------------------------ | ------------------------------ |
| 前任者： 積奇蓮·羅倫斯         | 英國下議院普里塞里-彭布羅克郡議員 2005年－ | 現任                           |
| 官衔                           |                                            |                                |
| 前任者： 大衛·瓊斯             | 威爾斯事務大臣 2014年－2016年              | 繼任者： 阿龍·凱恩斯           |
| 前任者： 施志安                | 就業及退休保障大臣 2016年                  | 繼任者： 達米安·格林           |